# Kvarteret Färgeriet

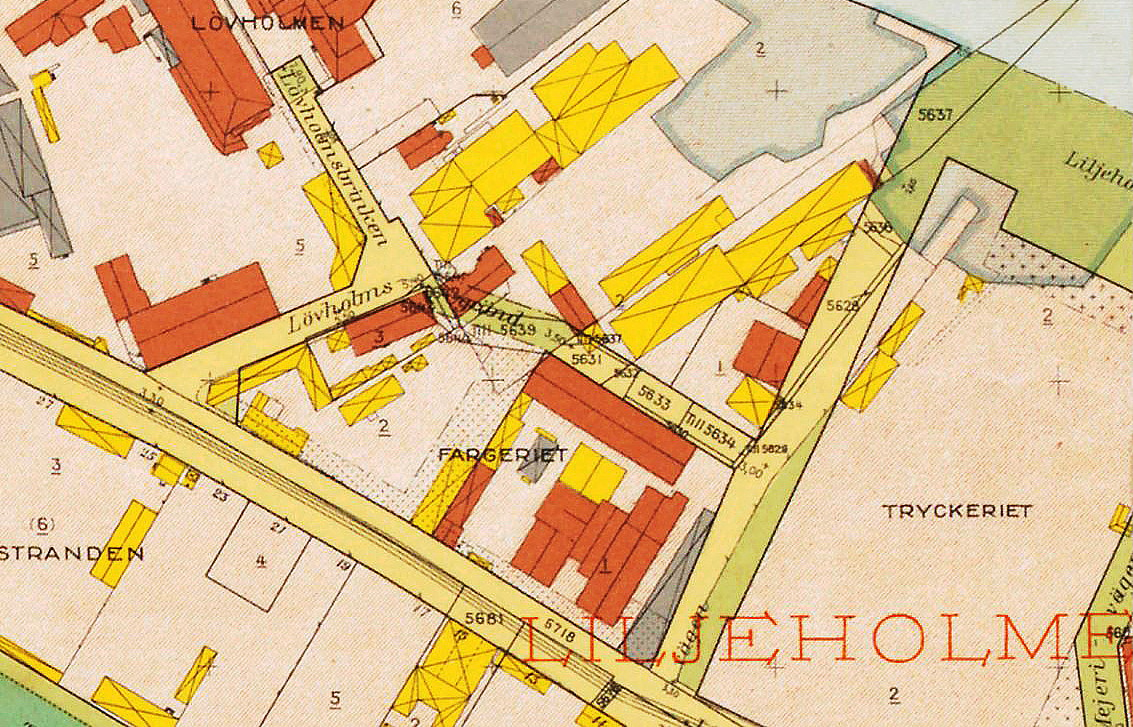
Kvarteret Färgeriet med fastigheterna 1, 2 och 3 före 1940.

Färgeriet är namnet på ett kvarter i stadsdelen Liljeholmen i södra Stockholm. Kvarteret består numera av en enda fastighet, Färgeriet 4, som begränsas i söder av Lövholmsvägen, i norr och väster av Lövholmsgränden och i öster av Trekantsvägen. I norr ansluter kvarteret Lövholmen och i öster kvarteret Tryckeriet. Färgeriet ingår i en kulturhistoriskt och industrihistoriskt värdefull industrimiljö utpekad av Stadsmuseet i Stockholm. På sikt kommer ett nytt bostadsområde med cirka 1 500–2 000 bostäder uppföras här och i grannkvarteret Lövholmen.

## Historik
Kvarteret har sitt namn efter den färgeriverksamheten som bedrevs här sedan slutet av 1800-talet. Textilindustrin var den första större industriansamlingen i Liljeholmen. Stränderna längs sjön Trekanten och Liljeholmsviken lämpade sig bra för bland annat färgerier som krävde mycket vatten. På tomtens norra del mot Lövholmsgränd stod Liljeholmens Färgeri AB och på västra delen låg färgeriet och kemtvätten AB Nya Blå Hand. I augusti 1982 vann en ny stadsplan laga kraft. I den fastställdes nybyggnadsrätt för industri och kontor på kvarteret. Dagens kvarter Färgeriet slogs i samband med en fastighetsreglering år 2005 samman av dåvarande Färgeriet 4 och 7 till Färgeriet 4. För närvarande (2020) utarbetas en ny detaljplan som innebär att kvarteren Liljeholmen och Färgeriet omvandlas från industriområde till ett nytt bostadsområde.

### Före detta Färgeriet 4

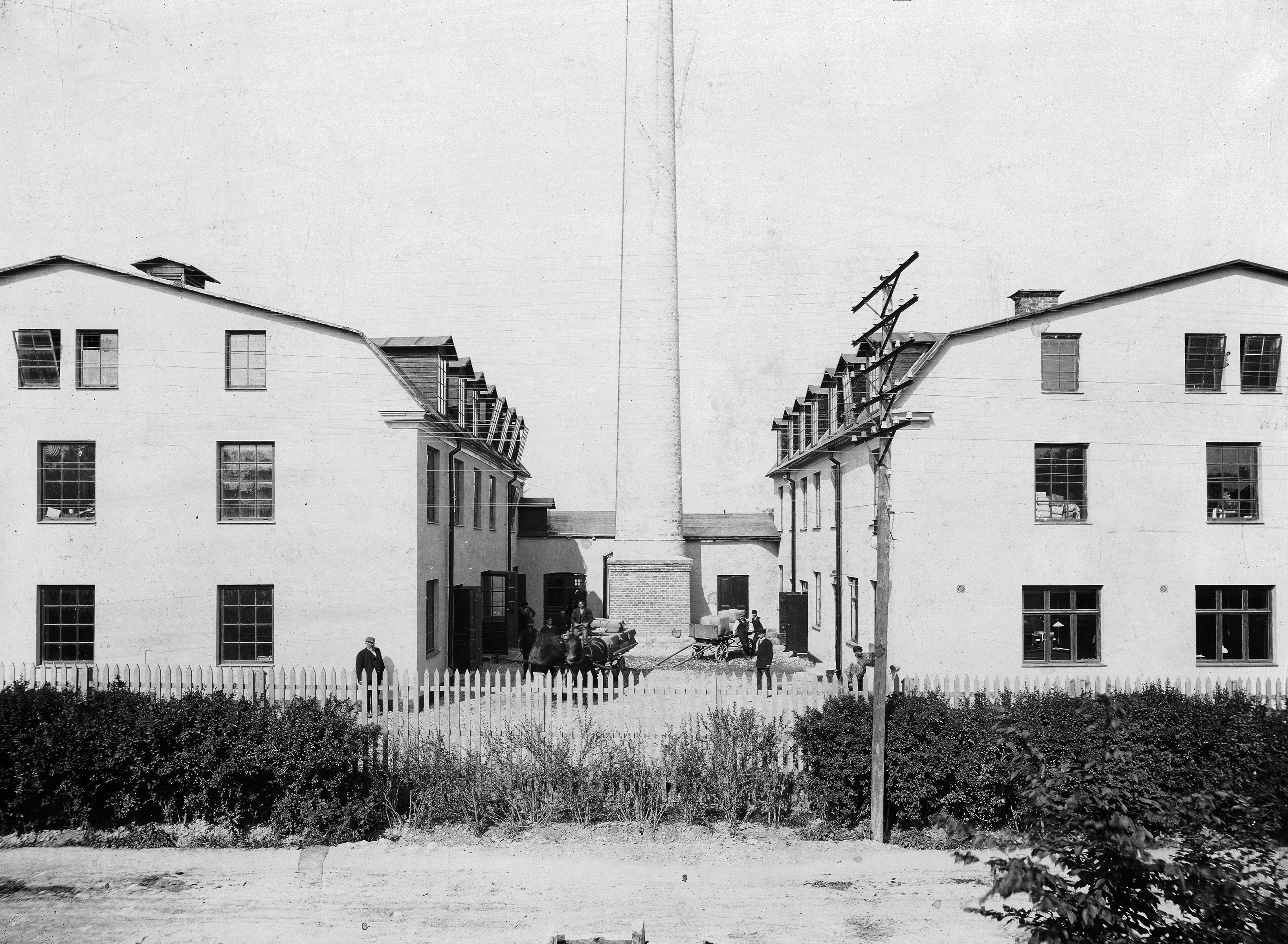
Liljeholmens färgeri, fasad mot Lövholmsvägen.
Foto före ombyggnaden 1905.

"Liljeholmens Färgeriaktiebolag" bildades 1896 av grosshandelsfirman "John Werner & Co" genom John Werner, Carl Werner och Edvard Ericsson. Carl Werner blev bolagets verkställande direktör, en post han innehade till sin död 1913. År 1897 stod ett fabrikskomplex klart på den tomt som inköpts för syftet i nuvarande kvarteret Färgeriet. Det var två gulputsade flygelbyggnader i 2½ våningar under brutet tak med ett lägre envångings mittparti innehållande maskinrum och pannrum. Verksamheten kom inledningsvis att främst vara inriktad på färgning av bomullsgarner. Bolaget gick i konkurs 1899 men rekonstruerades.
År 1905 genomgick anläggningen en större ombyggnad. Den västra flygelbyggnaden, som inrymde då färgeri, blekeri och magasin samt torkrum, tillbyggdes åt norr med en träbyggnad avsedd för färgning av ullgarn. Den östra flygeln mot nuvarande Trekantsvägen påbyggdes med en våning och inreddes till trikåfabrik. I december samma år drabbades färgeriet av två stora bränder. I den första den 21 december förstördes färgeriets torkhus och det nyuppförda yllefärgeriet. En dryg vecka senare brann den östra flygelbyggnaden innehållande färgeriet ned så att endast yttermurarna stod kvar. Under det följande året återuppfördes färgeriet.
År 1915 uppfördes en ny fabriksbyggnad innehållande färgeri, blekeri, torkrum, bomullspress och magasin efter ritningar av arkitekt Hans Lindblad. Det var en långsträckt tegelbyggnad i en våning med flera tvärställda skepp i 1½ respektive två våningar. 1918 skedde en tillbyggnad av bomullsfärgeriet genom arkitekt Engelbrekt Olson. Samma år förvärvades Liljeholmens Färgeriaktiebolag av Stockholms Bomullsspinneri- och Väfveri AB. En genomgripande rationalisering och utbyggnad av fabriken skedde de följande åren: trikåfabriken om- och tillbyggdes 1922 efter Engelbrekt Olsons ritningar med ytterligare en våning och blev då dubbelt så stor som tidigare. Förslag fanns även på en 5:e våning 1930-talet men den kom inte till utförande. 1944 skedde en genomgripande till- och påbyggnad av det äldre färgeriet efter ritningar av arkitekt Malte Håkansson. I gaveln mot Lövholmsvägen tillkom då en kontorsdel.
Vid 1950-talets början sysselsattes omkring 250 personer vid Liljeholmens trikåfabrik och färgeri. I trikåfabriken tillverkades bland annat strumpor, underkläder, baddräkter och träningsoveraller. År 1952 upprättades ritningar till en omfattande nybyggnad för Stockholms Bomullsspinneri- och Väfveri, men den blev aldrig utförd. Istället lades tillverkningen ned 1956 och flyttades till företaget fabriker i Sölvesborg och Åby utanför Norrköping. Fastigheten såldes sedan till Konsumtionsföreningen Stockholm. På 1970-talet hyrdes lokalerna ut till bland andra AMS (undervisningslokaler), Länsarbetsnämnden (kontor) samt Nordiska museet (verkstäder). Konsum drev även ett utförsäljningslager i en låg paviljongbyggnad som var placerad på fabrikens södra sida längs Trekantsvägen. Bebyggelsen revs 1984. Tomten är sedan dess obebyggd och nyttjas för närvarande (2020) som bilparkering.

### Före detta Färgeriet 7

#### Färgeriet Nya Blå Hand

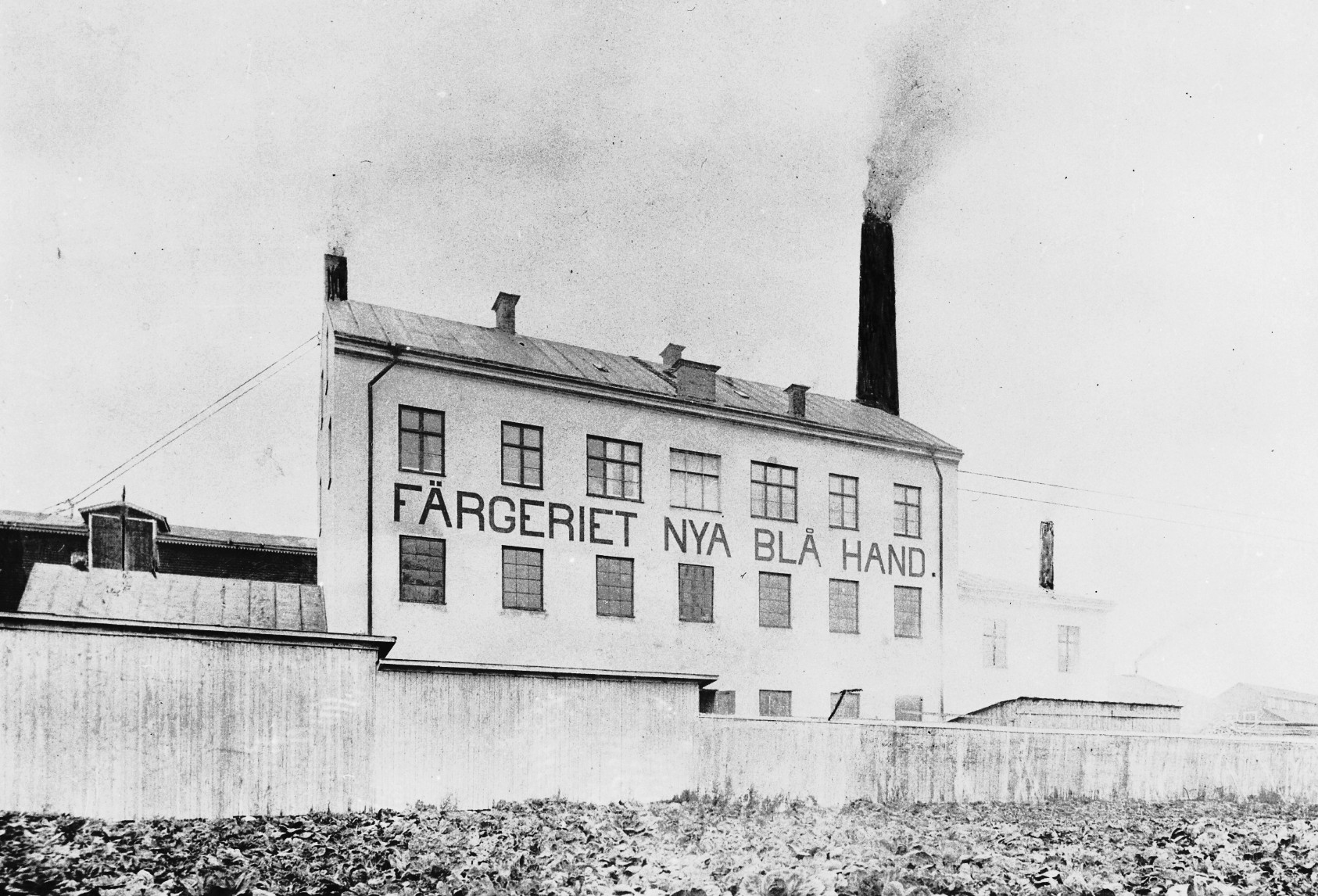
Nya Blå Hand, vid Lövhomsgränd, fasad mot sydost omkring 1900.

Färgeriet och tvätteriet Nya Blå Hand hade sitt ursprung i den rörelse som etablerades 1858 av färgaren Anders Petter Andersson på Södermalm. Från 1870-talet benämndes verksamheten som Ångfärgeriet Nya Blå Hand. År 1882 övertogs verksamheten av den från Schweiz invandrade Joseph Jacob Degen (1839-1896). Företagsnamnet hade inspirerats från ett färgeri vid namn Blå Hand som hade etablerats i slutet av 1600-talet i kvarteret Gripen vid dagens Mäster Samuelsgatan på Norrmalm och var kvar där i olika former fram till 1890-talet. Det märkliga namnet Blå Hand förklaras med att färgarna fick blåfärgade händer när de arbetade med färgämnet indigo. Den blåa handen var under flera hundra år ett sorts kännetecken för färgeriyrket.
Omkring 1885 flyttades färgeriet, då under namnet Konst- & Skönfärgeriet & Kemiska Tvättanstalten Nya Blåhand, till området Lövholmen i Liljeholmen. Det första färgeriet låg på en tomt nära Liljeholmsviken i nuvarande kvarteret Lövholmen. Efter Degens död 1896 övertogs rörelsen av hans änka Emma Christina Degen. Samma år uppfördes en nybyggnad vid Lövholmsgränd i kvarteret Färgeriet (dåvarande fastigheten Färgeriet 3). På färgeritomten vid Liljholmsviken etablerade sig sedan A.W. Friestedts fabriksaktiebolag som bland annat producerade benmjöl. 
Efter franskt mönster erbjöds förutom själva färgeriverksamheten även kemtvätt, strykning, mönstertryckning av tyger och pressning av herrkläder. På fasaden stod i stora bokstäver "FÄRGERIET NYA BLÅ HAND". Av äldre fotografier att döma sysselsatte verksamheten minst tjugo anställda. År 1901 försattes Nya Blå Hand i konkurs. Företaget kunde dock rekonstrueras och var i drift åtminstone till cirka 1963. Byggnaden finns avbildad på ett fotografi från 1966 och revs samma år.

#### Stadsmissionens industrihem

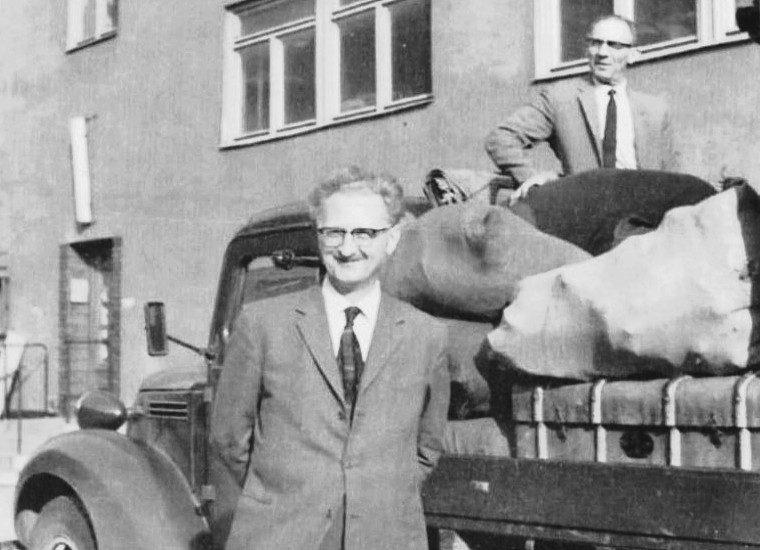
På bilden ses industrihemmets fasad mot nordväst med en av lastbilarna som åkte runt i Stockholm och samlade in skänkta föremål till verksamheten, 1963.

På fastighetens sydöstra sida lät Stockholms Stadsmission 1937–1940 uppföra ett behandlingshem med verkstäder och bostäder. Till arkitekt anlitades Natanael Karlsson. Han ritade en byggnad i funktionalistisk stil med tre våningar och slätputsade  fasader i grön kulör under ett flackt sadeltak. Sedan 1982 är fasaderna klädda med gulmålad korrugerad plåt. 
Behandlingshemmet, kallat Stadsmissionens industrihem, var en skyddad anstalt för män med alkoholproblem eller med ett fysiskt eller psykiskt handikapp och erbjöd plats för omkring 25 personer. I byggnaden sorterades och lagades även gåvor som Små Smulor (numera Stockholms Stadsmission Second hand) samlade in för att säljas. På 1970-talet renoverades huset och namnet ändrades till Stadsmissionens verkstäder. Idag (2020) inrymmer byggnaden Stadsmissionens skolverksamhet. De tidigare verkstadslokalerna och bostäder är ombyggda till undervisningslokaler och personalutrymmen.
År 1972 utfördes en tillbyggnad efter ritningar av Per-Olof Olsson Arkitektkontor. Byggnaden fick två våningar och placerades längs med Lövholmsvägen med en förbindelsebyggnad till det äldre huset. Byggnadens fasader kläddes i rödmålad korrugerad plåt och innehöll på bottenvåningen ursprungligen virkesförråd och verkstadslokaler för snickeri. Idag ligger här en butikslokal för Stadsmissionens Second Hand. På första våningen har Stadsmissionen en av sina skolor. I byggnaden bedriver även Jensen education vuxenundervisning och Svenska för invandrare (SFI).

## Framtidsplaner
År 2005 förvärvades kvarteret Färgeriet av fastighetsbolaget JM. Företaget har för avsikt att riva bebyggelsen och uppföra bostäder. Planerna ingår i ett större projekt där kvarteren Färgeriet och Lövholmen (med Beckers tidigare färgfabrik och Cementas anläggning) omvandlas från industriområde till en blandad stadsdel med bostäder, skola och förskolor, parker och kontor. Projektet ”Nya Lövholmen” beräknas ta cirka 10 till 15 år att genomföra.

## Nutida bilder

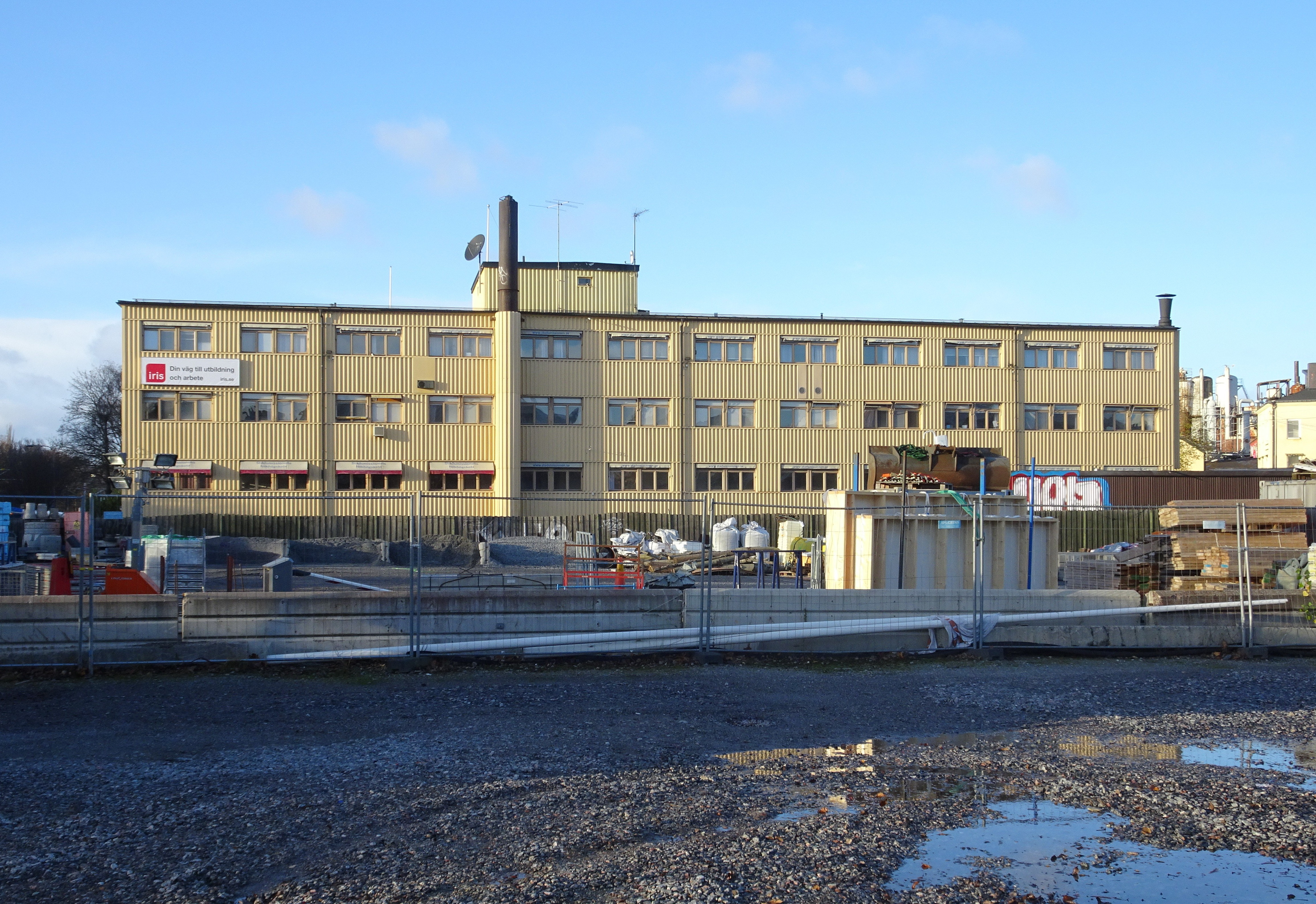
Stadsmissionens byggnad från 1938.
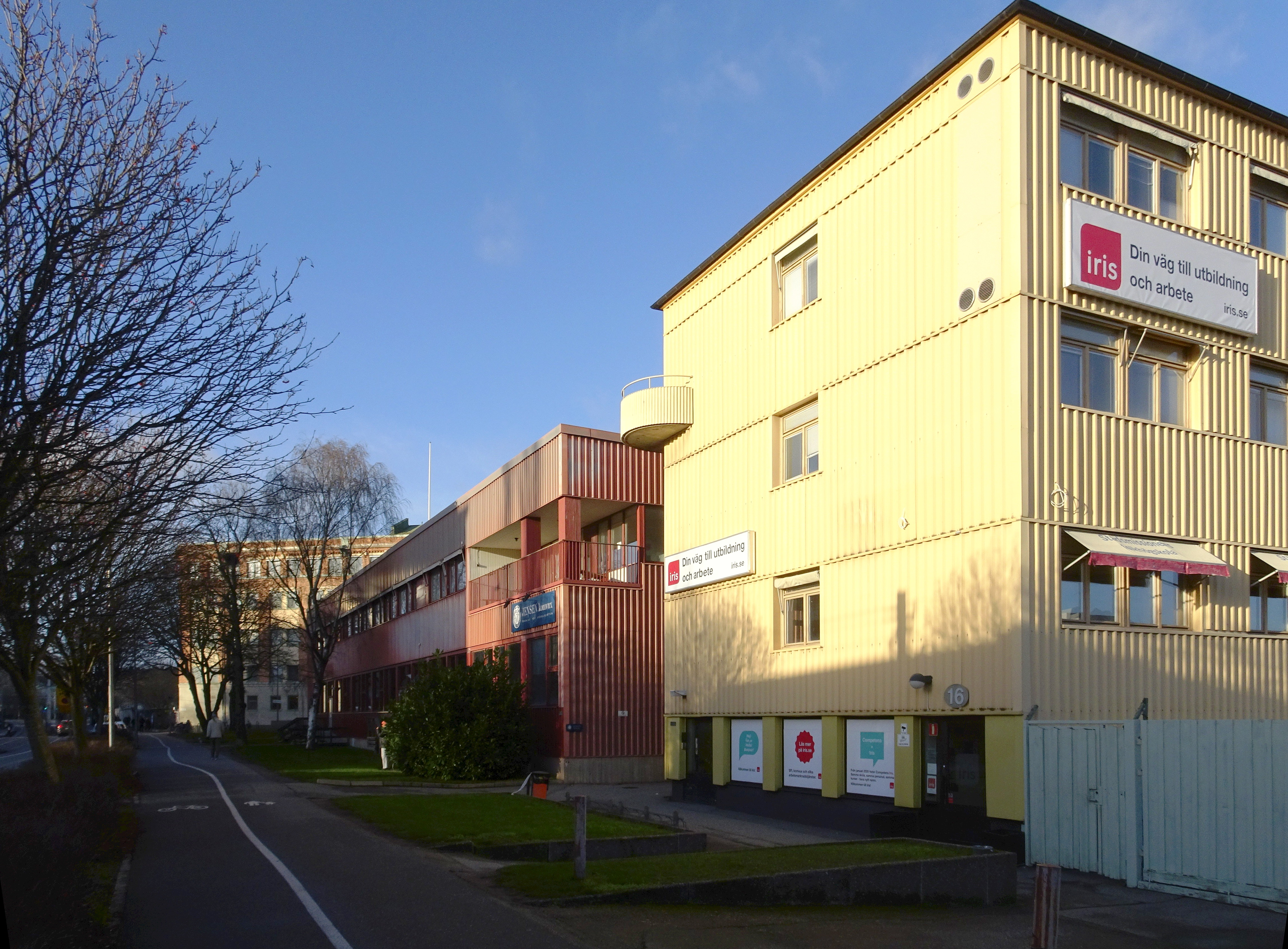
Bebyggelsen vid Lövholmsvägen 16-18.
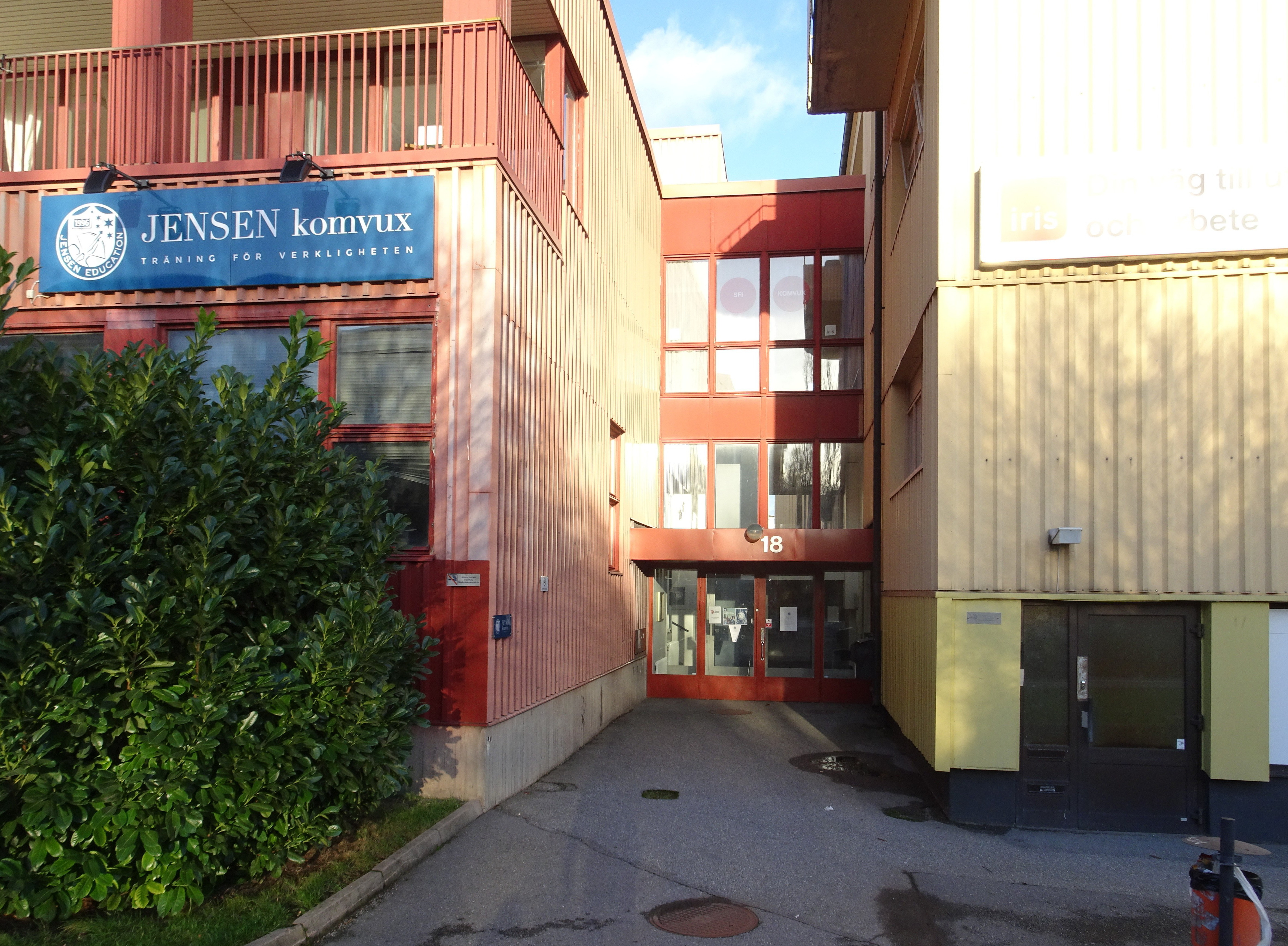
Förbindelsebyggnaden vid Lövholmsvägen 18.
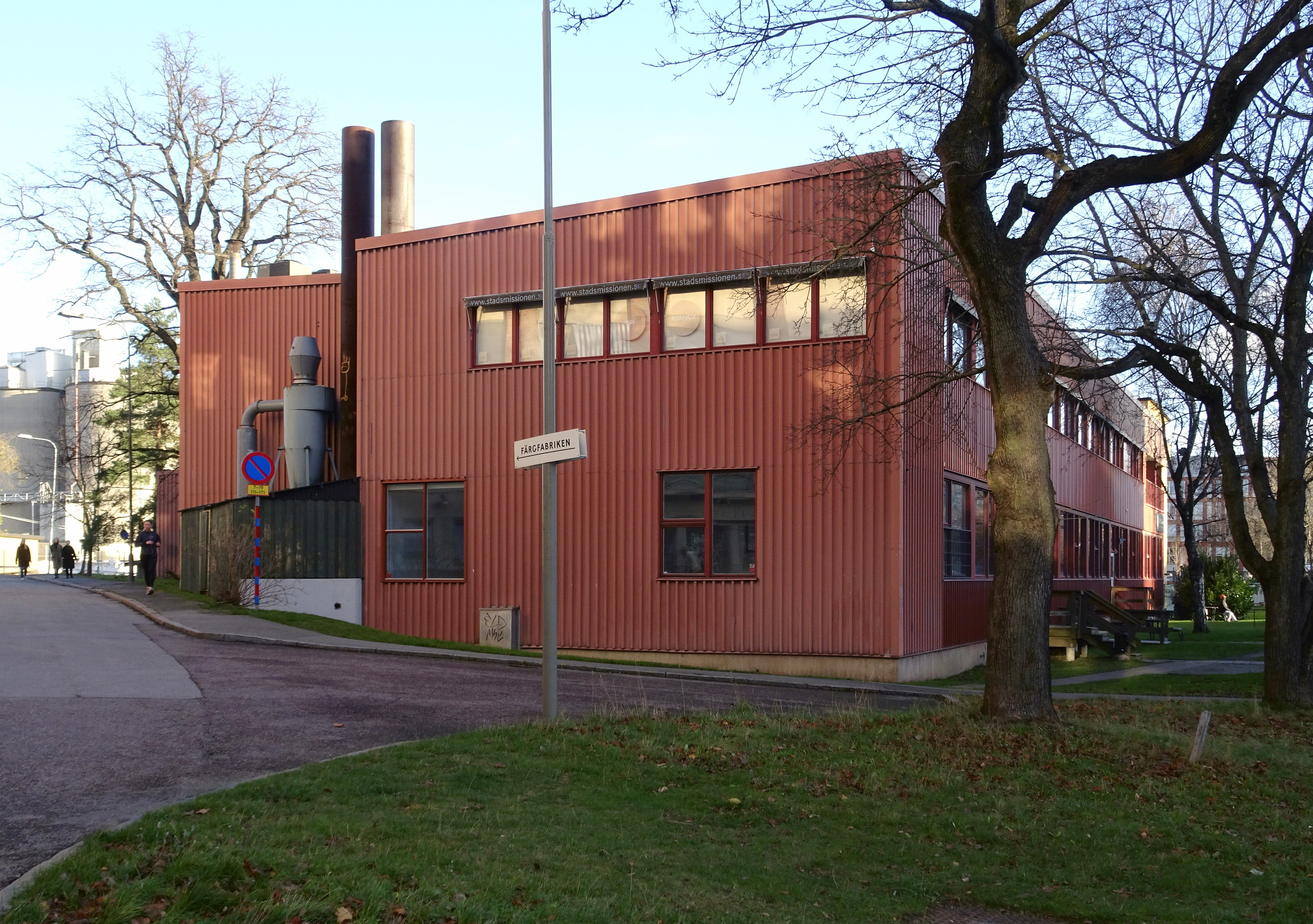
Stadsmissionens byggnad från 1972.
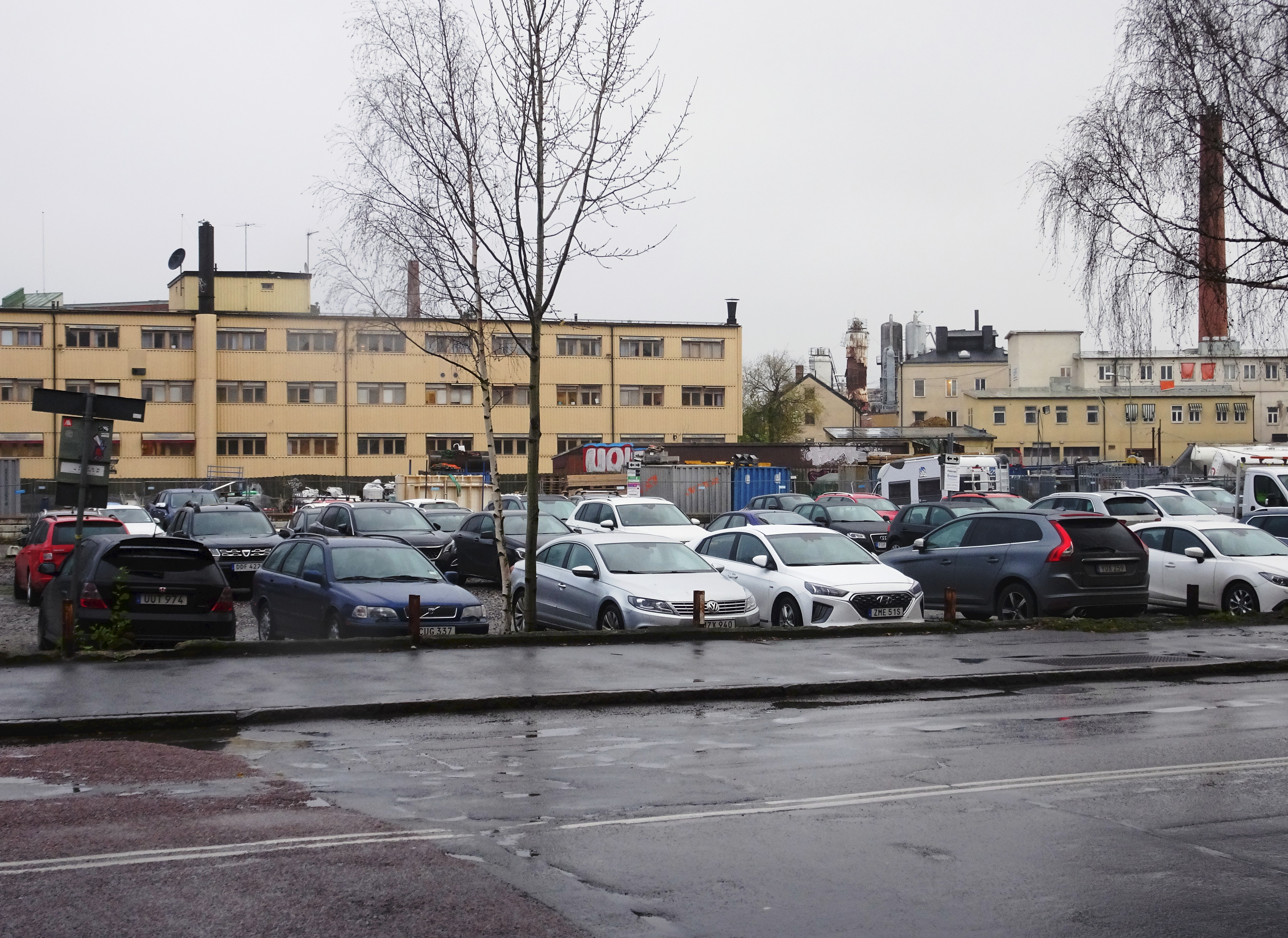
Bilparkering på kvarterets östra del, Trekantsvägen i förgrunden.